# カム反乱
カム反乱（カムはんらん）は、1954年頃から始まった中国に対する東チベットのカム地方を中心とする反乱のことである。チベット動乱のきっかけとなった。その後チベットでは1974年頃まで戦闘が続き、「20年戦争」とも呼ばれる。

## 経過

### 1950年のチベット侵攻
中国共産党は、1949年、アムドを支配していた馬歩芳（青海省長）、カム地方の東部を支配していた劉文輝（西康省長）たちを下し、チベットのうち、ガンデンポタンの統治下になかった領域をまず手中に収めた。
ついで、ガンデンポタンの勢力圏に対しては、1949年の暮れから侵攻の準備を始め、まず1950年にチベット侵攻を開始し、チャムドで東チベットの軍に勝利した。
チャムドの戦いは犠牲者数千人とも言われる激しいものとなったが、その他の地域では大体のところ人民解放軍は歓迎されたか、少なくとも反抗は少なかった。かつての中国軍と言えば国民党を始めとしてほとんど無法者といった印象であったが、人民解放軍は「民衆の物は針1本、糸1筋も盗るな」をスローガンにしており、チベットの文化も知り、礼儀正しかったと言われている。
チベット政府はンガプー・ンガワン・ジクメらに「人民解放軍のチャムドからの撤退を交渉する権限」を与えて北京に派遣したが、中国政府はこの使節団にチベット本国との接触を禁じ、ガンデンポタンを「西蔵地方政府」と規定し、チベットを「中華人民共和国祖国大家庭」に「復帰させる」こと等を定めた十七カ条協定を「締結」した。
ついで、翌1951年、東トルキスタン（新疆）、青海、チャムドの3方面から人民解放軍をラサに進め、その武力を背景にダライ・ラマ政権に十七か条協定を強引に認めさせた。
この「協定」では、中央チベットに関してはダライ・ラマ政権にある程度の自治を認めたものの、カム地方のうち、雍正のチベット分割以来ガンデンポタンの統治下にあった西部地方に傀儡政権である「チャムド解放委員会」を設置した。また清朝末期以来、中国・四川省の地方政権との間で争奪の対象となっていた東部地方では、1950年12月15日、西康省蔵族自治区、青海省人民政府等が設置され、いずれも中国政府による統治が敷かれた。

### 中国の東チベット支配
十七カ条協定の第四条では「西蔵の現行の政治制度には、中央は変更を加えない（對於西藏的現行政治制度，中央不予變更）」と定められていたが、中国政府のいう「西蔵」にはアムドやカムの東部（中国政府は青海省や西康省蔵族自治区等を設置）は含まれていなかった。これらの地域では、1955年から「民主改革」（社会主義思想にもとづく領主や富裕層からの土地財産の没収と再分配）が着手される。
寺院財産の没収が反攻の導火線となり、翌1956年から、アムドとカム東部の全域で大規模な蜂起が勃発するのである。
中国の当初の東チベット政策は、必ずしも暴政一方だったわけではない。当時東チベットでは性病が蔓延しており、1950年ごろにこの地を訪れた作家ジョージ・パターソンによるとその罹患率は90%であった。人民解放軍は東チベットの住民に性病特効薬を始めとする多くの文明の物資を供給した。
もっとも、中国政府が取った政策は、結局は東チベットの民衆にとって植民地支配でしかなかった。
東チベットでは放牧が盛んであり、仕事柄銃を持つ住民が多かった。また、東チベットの中でもとりわけカムの住民は、古来、好戦的なことで知られていた。中国は東チベットの治安に当たって、住民からこれらの武器を取り上げた。中国側は反乱を防ぐための当然の処置と考えていたが、カムの住民の心象を著しく害した。そして住民からの銃回収は、かなり困難な作業となった。
そこで中国は、チベット人の一部を中国側に取り込んで、彼らにやらせることにした。中国は取り込んだチベット人を「積極分子(フルツン・チェンポ)」と認定し、銃回収に当たらせた。「積極分子」の役割はそれだけに留まらなかった。タムジン(闘争集会)という会合を開き、中国の統治に不満を持つものを一種の私的裁判にかけた。とりわけ名家の人間には根拠の薄い「罪」の自白を強要し、その内容によってはそのまま処刑された。他の住民はタムジンにかけられている被告を罵倒しなければならず、それを行わない者は次のタムジンにかけられることになった。
タムジンは共産教育機関でもあった。当時、中央チベットと中国とを結ぶ道路建設が盛んであり、労働者に対して当初こそ賃金が支払われていたが、1954年頃からは強制労働に変わっていた。労働者達は強制労働の後の夜、タムジンで共産主義教育を受けねばならなかった。
一方、生活環境も激変した。まず、漢人の入植が急速に進められた。さらには1954年に農業改革、1955年7月に土地共有化の促進が行われ、奴隷制が廃止された。ところがこれらの政策は全く裏目に出てしまった。新しい社会制度は機能せず、放牧地から変えられた農地では収穫が上がらなかった。道路建設に多くの労働力が割かれ、牧草地を道路用地として取り上げられることもあった。
これらの背景があり、東チベットの住民は概ね中国の政策に対して反抗的となった。中国はその報復として次々に厳しい政策を打ち出していくという悪循環が生まれつつあった。それでなくとも、外国の軍隊の長期駐留は、地元との軋轢の原因となっていた。すでに平穏とばかりは言えなくなっており、人民解放軍は1952年には東チベット東部の町ジェクンドを破壊している。
中国に不満を持つ東チベット人の一部は、テンスン・ランタン・マガル(国民防衛義勇軍)を作って反抗しようとした。

### ゴロクの反乱
ゴロク（中心都市・マチェン）はチベットの中でも辺境にある。当時、10万人のチベット人・ゴロク族が住んでいた。彼らは元々中央チベットにすら反抗的であった。そこへ中国から数千人の中国農民が入植してきて彼らの牧草地を農地に変えてしまったため、ゴロク族は僧俗問わず武器を取って隙あらば中国農民に襲い掛かった。1954年、人民解放軍はこれを力で押さえ込もうとして、兵3千を投入して僧院を焼き払ったため、たちまち戦乱に発展した。
当初は騎馬を駆使し、武器の扱いにもなれたゴロク族の兵2千に有利に進んだ。人民解放軍はゴロク族の罠に誘い込まれては次々と殺されていき、800人を失ってしまった。これに対して人民解放軍は殲滅戦を展開し、ゴロク族の居留地を襲って老若男女を問わず数千人を殺戮した。ゴロクはチベットの中でも僻地だったため、この事件は長らくチベットでさえ知られることはなかった。

### 1956年
中国は1955年、カムを西康省蔵族自治区からカンゼ・チベット族自治州に格下げし、四川省の一部とした。人民解放軍は各地で住民から武器回収を実施した。例えばリタン(康定の西100km)にもやってきて、僧院に所持している武器を提出するよう命じた。当初僧院が拒否したため、人民解放軍は僧を庭に連れ出し、民衆の前で武器を提出する様子を見せ付けた。この光景にリタンの住民は強いショックを受けた。
決定的だったのが中国共産党政府がチベットの宗教を「有害」と見なして一切の寺院と僧侶を除去すること、そしてあらゆる神が搾取の道具だということを宣言したことである。その結果、1956年6月には、アムドやカム東部で当地の多くの成人男性が山岳地帯のゲリラ組織「チュシ・ガンドゥク」に加わり、反乱が発生した。同年、リタン、デルゲ、カンゼ、ニャロン、ポなど、各地で反乱が発生し、その兵力は6万にもなった。
当時のチベットにはバタン、リタン、カンゼ、デルゲに中国人民解放軍の駐屯地が設置され、約4万名、民兵を加えれば6万の戦力が配備されていた。チベットのカンパ(=カムの人の意)たちは駐屯地を接続する交通路に対して継続的な攻撃を加え、兵站路を破壊した。
リタンが最初に陥落し、守備部隊は撃破された。続いてバタン、チャムド、デルゲにも攻撃を加えてこれらを占領した。詳細は不明だが、ゴロク族の部隊は中国人民解放軍の3個連隊を殲滅したと推測されている。一時的には、中央チベットに繋がる道路は中華人民共和国西部からアクサイチン砂漠を越える一本だけになった。
それに対して人民解放軍は、兵4万、民兵6万の戦力で東チベットの平定に当たった。これほど大規模の軍事行動になったのは、チベットへ通ずる道路があらかた完成したために毛沢東が武力平定を決意したからとも言われる。
リタンでは、ユンリ・ポンポを指導者として住民が僧院に立て篭もり、人民解放軍はそれを包囲した。リタン住民はゲリラ戦を展開し、人民解放軍の水源を断ち、時には逆に水攻めにした。これに対して人民解放軍は爆撃を決意し、その前に降伏を勧める使者を送った。リタン住民は相談の上、降伏するとしてユンリ・ポンポを人民解放軍に送り込んだ。ところがユンリ・ポンポは隙を見て人民解放軍の司令官を射殺したため、人民解放軍はリタンに爆撃を開始した。ヨシフ・スターリンから毛沢東に供与されていた2機の戦略爆撃機Tu-4（ソ連によるアメリカのB-29のコピー）が飛来し、当時住民は飛行機を見たことがなかったために「巨大な鳥」が接近しているように見えたという。爆撃により、リタンの僧院は壊滅、伝聞情報ではあるが少なくとも3千人から5千人が死亡したとされる。
ニャロン(康定の北西200km)では、ドルジェ・ユドンという若い女が主体となって人民解放軍と対峙し、中国兵600のうち400を殺害した。人民解放軍は兵2万を投入したためニャロンのチベット人はゲリラ戦を展開した。この戦闘で、人民解放軍は2千の損害を被った。
中国は東チベットに大きな影響力を持つカルマパ16世に仲介をさせて一時休戦となったが、結局はまた反乱となった。
各地で多くの人民解放軍兵士がチベットゲリラに殺害された。1956年から58年の間に人民解放軍は4万の兵を失ったとされる。人民解放軍が支配しているのは拠点ぐらいであり、間を繋ぐ道は人民解放軍にとってはゲリラが支配する「死の道」であった。
それに対する人民解放軍の行動は、もはや治安回復と呼べるようなものでは無かった。人民解放軍兵士によりチベット人の女が強姦され、男は断種された。また、何千という公開処刑が残酷な方法で行われ、生きながら焼き殺された者もあった。僧や尼にも侮辱が加えられた。
1957年にはチベット全土に展開する人民解放軍は20万にのぼり、うち15万が東チベットに配置された。なお、人民解放軍から脱走する者も多く、中にはチベット側に寝返る者さえあった。

### チュシ・ガンドゥク成立とダライ・ラマ14世の亡命
アムド・カム東部における蜂起の成功は一時的なものにおわり、敗残のゲリラたちは、大量の難民とともに、ガンデンポタンの統治下でまだ平穏をたもっていた中央チベット（チベットの西蔵の部分）に逃げこんだ。
カンパ、アムド、ゴロクなどから構成される各地のゲリラたちはリタンの有力部族の首領ゴンボ・タシをリーダーとして、兵力数千騎を擁する統一抵抗組織を作り、「チュシ・ガンドゥク」と名づけた。名前の由来はアムドとカムを指す「四江六山」である。各部族の活動領域、指揮官、装備、攻撃目標選定などについて合意した。
この組織は、一方でアメリカ中央情報局(CIA)とも接触して援助を依頼した。CIAは反共産政策の一環として、チベット人にゲリラの訓練を受けさせることに合意した。このチベット・プロジェクトは「セイント・サーカス作戦(ST Circus)」というコードネームを与えられた。ゴンボ・タシは6人のチベット人の若者を選んで隣国のインドに送り込み、1957年2月20日には、CIAの導きで東パキスタン（現バングラデシュ）に潜入させた。6人は太平洋の島サイパン島に移され、5ヶ月の間ゲリラとして最新設備の使い方を含めた専門訓練を受けた。そして1957年10月の初め、B-17爆撃機で秘密裏にインド上空を通過し、パラシュートでチベットの地に降り立った。このとき日本の嘉手納基地を経由している。2人がラサ西部のサムイェー、3人が東チベットのリタンに送り込まれた。彼らはその後もCIAと連絡を取り、アメリカからの物資調達にあたった。
キャンプ・ヘールでは、全部で約259人のチベット人が訓練を受けた。その一部は、パラシュート降下で、（最も疲弊した）各地のレジスタンス・グループと合流した。他は、陸路でチベットに送られ、情報収集の任に就いた。また中には、北ネパールのムスタン郊外で、CIAの資金援助によるチベット・レジスタンス軍を創設するために尽力した者もいた（1959~1974年）。
ダライ・ラマは平和主義の精神から武力行使を容認できず、また失敗すると信じていたために1957年にゴンポ・タシの支援を断っている。
チュシ・ガンドゥクは4月にラサで、ダライ・ラマを守護する時がきたときに中国人民解放軍に挑む攻勢作戦か、それともチベット各地でゲリラ活動を続ける防勢作戦かを仏前のくじ引きで選び、前者と決まった。ゴムポ・タシの指揮下に「国民志願防衛軍」が組織され、インドから多くの装備を調達したが、それでも物資の不足は深刻であった。しかし1957年初頭には、国民志願防衛軍が攻勢をしかけ、中国人民解放軍の前哨地点を襲撃して圧倒していた。
チュシ・ガンドゥクはゲリラ軍であり、部隊の細かい動きはゴンボ・タシでさえ分からなかった。時にはチベット民衆から略奪を働くことさえあったが、そのような部隊は容赦なく射殺された。人民解放軍がチュシ・ガンドゥクにスパイを送り込むこともあったが、すぐに発覚して処刑された。
1958年末に中国は、中央チベットのラサやシガツェに住む東チベット人に対して故郷に戻るよう布告を出し、従わないものは強制送還した。中国はダライ・ラマ14世にも反乱軍を鎮圧するよう命令したが、下手にガンデンポタンの正規兵を派遣すると、ゲリラ組織に合流する危険性が高かったため、ダライ・ラマ14世はこれを断っている。
事態の悪化につれてチベットの民衆の間では、ダライ・ラマ14世が中国に拉致されるという噂が流れ、ついに1959年3月10日、1959年のチベット蜂起を呼ぶこととなり、ダライ・ラマ14世が中国人民解放軍の目を逃れてインド国境に向けてラサを脱出すると、中国人民解放軍は3月24日にラサを攻撃して多くのチベット仏教寺院が破壊され、これに反発してチベット人の一部が武装して反乱を起こした。この反乱はチベットの正月と祭典で人が多かったことから2万5000名の僧侶が拘束された。
1959年から1960年代半ばまでに亡命したチベット人は8万人である。

### その後
1959年4月、ダライ・ラマ14世とゴンボ・タシの呼びかけにより、チュシ・ガンドゥクは武器を捨てた。これにより、主だった抵抗勢力はテンスン・ランタン・マガル(国民防衛義勇軍)のみとなった。
ダライ・ラマのインド亡命が明らかになると、インドと中華人民共和国の緊張は高まった。この頃には反乱活動に対して中国人民解放軍は10万名にも及ぶ大規模な陸軍力と航空部隊を投入し、反乱勢力は度重なる敗北により戦力を失う。
その後、インドとの国境紛争問題を抱えていた中国は、1959年にインド支配地域への進軍を行った。以後、1962年まで中印国境紛争が続くこととなる。
1965年、西寧に強制収容所が作られ、カム、アムド出身者ら数万人が収容された。この収容所の死亡率は3年間で95パーセントとも言われている。
1966年にはチベットでも文化大革命が始まり、東チベットでも多くの寺院が破壊された。
1971年に、冷戦下でソビエト連邦との対立を深めていたアメリカのリチャード・ニクソン大統領が、中ソ対立の反作用でソ連との関係が悪化していた中華人民共和国との関係の改善を進め、中華人民共和国によるチベット併合を黙認するという政策転換を行い、アメリカと中国は急接近、1972年のニクソン大統領の中国訪問前後にCIAはテンスン・ランタン・マガルへの援助を打ち切ってしまう。チベット国内は、中国人民解放軍によって完全に占領され、反乱勢力のほとんどが鎮圧された。さらに1974年夏には、ネパール北部のムスタンに基地を構えていたチュシ・ガンドゥクがネパール政府に拠点を破壊され、主だった反乱は終わりを告げた。